# 奥野瑛太
奥野 瑛太（おくの えいた、1986年2月10日 - ）は、日本の俳優。北海道苫小牧市出身。所属事務所はエビス大黒舎→E.C.G。とまこまい観光大使。

## 略歴
北海道室蘭栄高等学校出身。学生時代は特にやりたいこともなかったが、親に「高校卒業後は仕事をするか、大学進学するか選べ」と言われたのを機に、日本大学藝術学部映画学科へ進学。大学在学中より演劇活動を始めた後、映画に活動の幅を広げる。
2009年の映画『SR サイタマノラッパー』のラッパーの「MC MIGHTY」役で注目を集め、2012年の『SRサイタマノラッパー ロードサイドの逃亡者』で映画初主演。以後、数多くの映画やテレビドラマに出演している。
2015年のテレビドラマ『植物男子ベランダー SEASON2』で、謎のラッパー「m.c;ShockBoots」として番組内のコーナー「MC植物」に毎回登場し、植物をテーマにしたラップを披露。翌年「m.c;ShockBoots」として『Botanical』でCD&DVDデビューを果たした。同作品では、自ら大半の楽曲の作詞も手掛けている。

## 人物
- 身長176cm。特技はアイスホッケー、スキー、インラインスケート、ダンス。アイスホッケーは中学時代までやっており、国際大会に出場したこともある[3]。
- 大学進学をきっかけに上京し、大学在学中は4年間ダラダラと過ごした。大学で学んだことでなにか役に立ったことはあるかと聞かれれば特にないが、日藝出身者は映画などの映像制作の現場や関係者で著名な人間が多く、そういった人脈や「つながり」で得をする場面がかなり多いことから進学した意味はあったのかもしれないと振り返っている[3][4]。また、当時は漠然と映画関係の仕事をしたいと考えており、俳優を目指すきっかけを探していたのではないかとも回想している[1]。

## 出演

### 映画
- SR サイタマノラッパー北関東三部作（入江悠監督） - MC MIGHTY 役
  - SR サイタマノラッパー（2009年） - 準主演
  - SRサイタマノラッパー ロードサイドの逃亡者（2012年） - 主演
- インターミッション（2013年、樋口尚文監督） - 映写技師エイタ 役
- バナナvsピーチまつり（2013年）
  - 煩悩力（小林でび監督） - 主演（橋本亜紀とW主演）
  - 色即是空（天野千尋監督） - 主演（橋本亜紀とW主演）
- 男子高校生の日常（2013年、松居大悟監督） - コンビニ店員の彼氏 役
- ゴーストバンド（2013年、月川翔監督） - 歌舞伎Xのボーカル 役
- クローズEXPLODE（2014年、豊田利晃監督） - 桃山春樹 役
- TOKYO TRIBE（2014年、園子温監督） - WU-RONZ 役
- 寄生獣（2014年、山崎貴監督） - コンビニ店員 役
- マエストロ！（2015年、小林聖太郎監督） - 工場のヤンキー 役
- ソレダケ / that’s it（2015年、石井岳龍監督） - 布袋兆児 役
- ラブ&ピース（2015年、園子温監督） - 内藤愁 役[6]
- サクラ花 桜花最期の特攻（2015年、松村克弥監督） - 磯貝一等飛行兵曹 役
- セーラー服と機関銃 -卒業-（2016年、前田弘二監督） - 瀬田 役
- あやしい彼女（2016年、水田伸生監督）
- 64-ロクヨン- 前編/後編（2016年、瀬々敬久監督）
- 世界から猫が消えたなら（2016年、永井聡監督）
- 海賊とよばれた男（2016年、山崎貴監督）
- 花芯（2016年8月6日）
- ゆーことぴあ（2016年、松居大悟監督）
- キセキ -あの日のソビト-（2017年、兼重淳監督） - トシオ 役
- 3月のライオン 前編（2017年、大友啓史監督） - 山崎順慶 役
- 東京喰種トーキョーグール (2017年、萩原健太郎監督)
- 曇天に笑う（2017年、本広克行監督） - 雷牙 役
- 私は絶対許さない（2018年、和田秀樹監督)
- 友罪（2018年、瀬々敬久監督）- 清水 役
- 高崎グラフィティ。 (2018年、川島直人監督)- 君島和樹 役
- 泣き虫しょったんの奇跡（2018年9月7日、豊田利晃監督）- 池田学 役
- 愛唄 -約束のナクヒト-（2019年、川村泰祐監督） - タコス屋の店長 役[7]
- 凪待ち（2019年、白石和彌監督） - 西條翼 役
- アルキメデスの大戦（2019年、山崎貴監督） - 高任久仁彦 役
- タロウのバカ（2019年、大森立嗣監督） - 吉岡 役[8]
- 葬式の名人（2019年9月20日、ティ・ジョイ、樋口尚文監督） - 島村範男 役
- 3人の信長（2019年9月20日、渡辺啓監督）
- 最初の晩餐（2019年11月1日、常盤司郎監督） - 拓二 役
- 37セカンズ（2020年2月7日公開、HIKARI監督） - ヒデ 役
- 糸（2020年8月21日、瀬々敬久監督）
- あざみさんのこと（2020年10月10日、越川道夫監督）
- スパイの妻（2020年10月16日、黒沢清監督）  - 兵士 役
- きみの瞳が問いかけている（2020年10月23日、三木孝浩監督） - 久慈充 役
- 罪の声（2020年10月30日、土井裕泰監督）
- タイトル、拒絶（2020年11月13日、山田佳奈監督）
- すばらしき世界（2021年2月11日、西川美和監督）
- プリテンダーズ（2021年10月16日、熊坂出監督） - 松尾 役
- 偽りのないhappy end（2021年12月17日、松尾大輔監督) - シンジ 役
- 激怒（2022年8月26日、高橋ヨシキ監督）
- グッバイ・クルエル・ワールド（2022年9月9日、大森立嗣監督）- 飯島 役
- ラーゲリより愛を込めて（2022年12月9日、 瀬々敬久監督）- 鈴木信二 役
- 死体の人（2023年3月17日、 草苅勲監督）- 死体の人・吉田広志 役[9]
- こいびとのみつけかた（2023年10月27日、前田弘二監督）[10]
- バジーノイズ（2024年5月3日、風間太樹監督） - 洋介 役[11]
- 碁盤斬り（2024年5月17日、白石和彌監督） - 梶木左門 役[12][13]
- 湖の女たち（2024年5月17日、大森立嗣監督） - 市島民男 役[14][15]
- 心平、（2024年8月17日、山城達郎監督） - 主演・心平 役[16]
- ありきたりな言葉じゃなくて（2024年12月20日、渡邉崇監督） - 猪山衛 役[17]
- BAUS 映画から船出した映画館（2025年3月21日、甫木元空監督）[18]
- MIRRORLIAR FILMS Season7『Victims』（2025年5月9日、加藤浩次監督） - 日野 役[19][20]
- 真夏の果実（2025年5月17日、いまおかしんじ監督） - 龍馬 役[21]
- フロントライン（2025年6月13日、関根光才監督）- 検疫官 役
- 「桐島です」（2025年7月4日、高橋伴明監督） - 宇賀神寿一 役[22]
- 宝島（2025年9月19日公開予定、大友啓史監督） - 謝花 役[23]
- おーい、応為（2025年10月17日公開予定、大森立嗣監督） - 津軽の侍 役[24]

### 舞台
- SENSEFUL（2006年）
- 赤堤ビンケ
  - 暗闇シークエンス（2007年）
  - 涙が出るくらいのイメージ（2007年）
- ホワイトシアター（2010年）

### テレビドラマ
- クローバー 第1話・第2話（2012年4月20・27日、テレビ東京） - 坂田 役
- THE QUIZ（2012年9月1日、日本テレビ） - 小瀬翼 役
- レジデント〜5人の研修医（2012年10月 - 12月、TBS） - 飯田浩輔 役
- 刑事のまなざし 第6話（2013年11月11日、TBS） - 浜田隆一 役
- 植物男子ベランダー（NHK BSプレミアム） - 土谷、m.c;ShockBoots（SEASON2のみ） 役
  - 植物男子ベランダー 第9話（2014年）
  - 植物男子ベランダー SEASON2 第10話（2015年）
  - 植物男子ベランダー 俺のウインタースペシャル 第3夜（2015年）
- 黒服物語 第2話（2014年10月31日、テレビ朝日） - ジョニー坂本 役
- ウロボロス〜この愛こそ、正義。（2015年1月16日、TBS） - 大津克明 役
- 永遠の0 第1夜（2015年2月11日、テレビ東京） - 吉田大尉 役
- みんな!エスパーだよ!番外編 〜エスパー、都へ行く〜（2015年4月3日、テレビ東京）
- 図書館戦争 ブック・オブ・メモリーズ（2015年10月5日、TBS）
- 無痛〜診える眼〜 第4話（2015年10月28日、フジテレビ） - 野々村涼 役
- サムライせんせい 第6話（2015年11月27日、テレビ朝日） - 猿川 役
- 女性作家ミステリーズ 美しき三つの嘘 第3話「平凡」（2016年1月4日、フジテレビ）
- スミカスミレ 45歳若返った女 第5話（2016年3月4日、テレビ朝日）
- ワカコ酒 Season 2 第9話（2016年3月4日、BSジャパン） - マサル 役
- バイプレイヤーズ 〜もしも6人の名脇役がシェアハウスで暮らしたら〜 第5話（2017年2月11日、テレビ東京） - GEIRU監督 役
- 大河ドラマ（NHK総合）
  - おんな城主 直虎 第40回 - 第42回・第47回（2017年10月8日 - 22日・11月26日） - 武田勝頼 役
  - べらぼう〜蔦重栄華乃夢噺〜（2025年放送予定） - 徳川治保 役[25]
- SRサイタマノラッパー～マイクの細道～（2017年4月8日-6月24日、テレビ東京） - MIGHTY 役
- 平成物語 Season 1（2018年3月24日・31日、フジテレビ）
- 絶対零度〜未然犯罪潜入捜査〜（フジテレビ） ‐ 宇佐美洋介 役
  - Season3 第1話・第7話 - 最終話（2018年7月9日・8月20日 - 9月10日）
  - Season4 第1話・第3話・第7話・最終話・AFTER STORY（2020年1月6日、1月20日、2月17日、3月16日、3月23日）[26]
- ミステリースペシャル満願 第2夜（2018年8月15日、NHK総合）
- ルームロンダリング（2018年11月5日 - 26日、毎日放送） - 寺田 役
- フルーツ宅配便 第7話（2019年2月23日、テレビ東京） - 郷田 役
- ミラー・ツインズ（2019年4月 - 5月、東海テレビ） - 吉崎誠 役
- ポイズンドーター・ホーリーマザー 第5話（2019年8月3日、WOWOW） - 徳田淳哉 役
- 37セカンズ（2019年12月5日、NHK BSプレミアム） - ヒデ 役
- 新・ミナミの帝王 第19作（2020年1月18日、関西テレビ） - 倉本勇二 役
- 絶メシロード 第2話（2020年1月31日、テレビ東京） - 太一 役
- 駐在刑事 SEASON2 第4話（2020年2月14日、テレビ東京） - 鍋谷浩一 役
- 連続テレビ小説（NHK総合）
  - エール（2020年） - 鏑木智彦 役
  - あんぱん（2025年6月6日 - ） - 神野万蔵 役
- 月曜プレミア8 十津川警部の事件簿 危険な賞金（2020年5月25日、テレビ東京） - 堀越良太 役
- 太陽の子（2020年8月15日、NHK総合・BS4K・BS8K） - 村井正史 役
- 夜がどれほど暗くても（2020年11月29日、WOWOW）
- 岸辺露伴は動かない 第3話（2020年12月30日、NHK総合） - 片平央 役
- レッドアイズ 監視捜査班 第6話（2021年2月27日、日本テレビ） - 三浦次郎 役
- ワンモア（2021年4月6日 - 5月18日、メ〜テレ）- 谷川 役
- TOKYO MER〜走る緊急救命室〜 第1話（2021年7月4日、TBS） - 根津 役
- 最愛（2021年10月15日 - 12月17日、TBS） - 真田政信 役[27][28]
- 正月時代劇 幕末相棒伝（2022年1月3日、NHK総合・BS4K） - 中村半次郎 役[29]
- 邪神の天秤 公安分析班（2022年2月13日 - 4月17日、WOWOW） - 赤崎亮治 役
- TOKYO VICE（2022年4月7日 - 6月12日 、HBO Max・WOWOW） - ユウタ 役
- 家電侍 最終話（2022年6月25日、BS松竹東急） - 隼人 役
- WOWOWオリジナルドラマ 椅子 第8話「椅子を取りに行く」（2022年7月15日、WOWOW）- 徹 役[30]
- NHK正月時代劇 いちげき（2023年1月3日、NHK総合・BS4K）- 益満休之助 役
- 家族だから愛したんじゃなくて、愛したのが家族だった（2023年5月14日 - 7月16日、NHK BSプレミアム・NHK BS4K） - 陶山克哉 役[31]
- ラストマン-全盲の捜査官- 第5話・最終話（2023年5月21日・6月25日、TBS） - 護道清二（若い頃） 役[32]
- CODE-願いの代償- 第1話 - 第3話（2023年7月2日 - 16日、読売テレビ・日本テレビ） - 木下耕平 役
- 仮想儀礼（2023年12月3日 - 2024年2月11日、NHK BS・BSプレミアム4K） - 増谷哲成 役[33]
- SHOGUN 将軍（2024年2月27日、FXP）- 佐伯信辰 役
- RoOT / ルート（2024年4月3日 - 6月5日、テレビ東京） - ヤノ 役[34][35]
- JKと六法全書 第2話（2024年4月26日、テレビ朝日）- MC・RYU 役[36]
- 藤子・F・不二雄 SF短編ドラマ シーズン2「あいつのタイムマシン」（2024年5月5日、NHK BS）[37]
- モンスター 最終話（2024年12月23日、関西テレビ・フジテレビ） - 田窪弁護士 役[38]
- 物産展の女〜宮崎編〜（2025年1月9日・16日、テレビ東京） - 金藤英治 役[39]
- 日本一の最低男 ※私の家族はニセモノだった 第6話（2025年2月13日、フジテレビ） - 康太 役[40]
- 特集ドラマ「天城越え」（2025年3月23日：BS8K、5月10日：BSプレミアム4K、6月14日：NHK BS） - 土工 役[41]
- 三笠のキングと、あと数人（2025年4月25日 - 5月30日、北海道放送） - 重盛 役[42][43]

### オリジナルビデオ
- 年上ノ彼女（2013年） - 深見沢圭 役

### ウェブドラマ
- アウトサイダー（2018年3月9日、Netflix） - コウ 役
- 湘南純愛組!（2020年2月28日 - 、Amazon Prime Video） - 冴島俊行 役
- 今際の国のアリス シーズン2（2022年12月、Netflix） - ゴーケン 役[44][45]
- 季節のない街（2023年8月9日、ディズニープラス『スター』） - 熊 役[46]
- さよならのつづき（2024年11月14日、Netflix） - 井上健吾 役[47]

### ウェブアニメ
- ポケモンコンシェルジュ（2023年12月28日、Netflix） - タイラ 役[48]

### ラジオドラマ
- FMシアター　山神家の森（2023年9月30日、NHK-FM） - 山神恵一 役[49]

### テレビCM
- 東京ガス「家族のはなし・かっこ悪い父親」編（2012年 - ）
- ちふれ化粧品「約束」篇（2017年）
- JCBカード「ハンバーグ」篇（2018年）
- アサヒスーパードライ「スーパードライ2018登場 松雪さん」篇（2018年）
- BASE「1つもあってない聞き間違い デーブさん」篇（2020年）

### MV
- Not yet - 「週末Not yet」（入江悠監督 ver）（2011年）
- UNISON SQUARE GARDEN - 「天国と地獄」（2014年）[50]
- P.O.P - 「Watch me」（2014年）
- テルさん（永野輝光） - 「LOVE ME TENGA」（2015年）[51]
- クリープハイプ - 「鬼」（2016年）
- 中孝介「花」（2016年）[52]
- 湘南乃風「Winner」（2017年）
- 湘南乃風「Summer Holidays」（2017年）
- 菅田将暉「美しい生き物」（2023年）[53]